# Stegania permutataria
Stegania permutataria là một loài bướm đêm trong họ Geometridae.